# Ментавийски лангур
Ментавийският лангур (Presbytis potenziani) е вид бозайник от семейство Коткоподобни маймуни (Cercopithecidae). Видът е застрашен от изчезване.

## Разпространение
Разпространен е в Индонезия (Суматра).